# Xã Fremont, Quận Cedar, Iowa
Xã Fremont (tiếng Anh: Fremont Township) là một xã thuộc quận Cedar, tiểu bang Iowa, Hoa Kỳ. Năm 2010, dân số của xã này là 1.241 người.